# Bears de Baylor
Pour les articles homonymes, voir Baylor.
Les Bears de Baylor (en anglais : Baylor Bears) sont un club omnisports universitaire qui se réfère aux équipes sportives féminines et masculines représentant de l'Université Baylor et qui participent aux compétitions universitaires organisées par la National Collegiate Athletic Association au sein de sa Division I.  
Depuis 1997, Baylor est membre de la Big 12 Conference. Auparavant, ses équipes étaient membres de la Southwest Conference jusqu'à sa dissolution en 1996. Actuellement au nombre de 17 (7 masculines et 10 féminines), ses équipes concourent dans 12 sports. 
Le campus et les installations sportives sont situées à Waco dans l'État du Texas. 
Le surnom de Bears est adopté en 1914. La mascotte, un ours vivant, porte traditionnellement nom de « Judge », mais chacun d'eux porte en plus un surnom (Joy et Lady actuellement). Baylor utilisait historiquement "Lady Bears" comme surnom pour ses équipes féminines. Au fil du temps, toutes les équipes féminines ont cessé d'utiliser le mot "Lady" et sont devenues simplement "Bears". Les trois dernières équipes à cesser d'utiliser "Lady Bears" étaient le basket-ball, le soccer et le volley-ball, qui sont devenus simplement "Bears" au cours de l'année universitaire 2021-2022.
La plus fameuse équipe des Bears est celle d'athlétisme dirigée par l'entraîneur Clyde Hart pendant 42 ans. Les médaillés d'or olympiques Michael Johnson, Jeremy Wariner et Darold Williamson furent des Bears. 
L'équipe de basket-ball féminin remporte le titre national NCAA en 2005 en s'imposant 84-62 en finale face aux Spartans de Michigan State, en 2012 tout comme en 2019 en s'imposant face à Notre-Dame. Lors de la saison 2011-2012, l'équipe devient la septième équipe féminine à terminer la saison invaincue, après Texas en 1986, Tennessee en 1998 et Connecticut, quatre fois en 1995, 2002, 2009 et 2010.
L'équipe masculine est touchée par un scandale en 2003, lorsque l'un des joueurs est assassiné par un ancien coéquipier qui avait été écarté de l'équipe. Elle atteint la finale universitaire en 1948 (défaite 42-58 contre les Wildcats du Kentucky) puis remporte le titre universitaire en 2021 contre les Bulldogs de Gonzaga.
La présente page est principalement dédiée au traitement de l'équipe de football américain.

## Sports représentés
| Hommes (7)                                  | Femmes (10)                          |
| ------------------------------------------- | ------------------------------------ |
| Athlétisme†                                 | Athlétisme†                          |
| Baseball                                    | Basketball                           |
| Basket-ball                                 | Cross-country                        |
| Cross-country                               | Football (Soccer)                    |
| Football américain                          | Golf                                 |
| Golf                                        | Gymnastique rythmique et acrobatique |
| Tennis                                      | Softball                             |
|                                             | Hippisme                             |
|                                             | Tennis                               |
|                                             | Volley-ball                          |
| † – Athlétisme en salle et/ou en plein air. |                                      |

Au cours de la saison 2011–2012, Baylor a établi un record NCAA au nombre de victoires combinées dans les 4 disciplines majeures du sport universitaire, le baseball, le basketball masculin et féminin et le football américain.

## Identité visuelle

Ancien logo.
Logo actuel.

## Football américain

### Descriptif en fin de saison 2023
- Couleurs :   (vert et or)
- Dirigeants :
  - Directeur sportif : Mack Rhoades
  - Entraîneur principal : Dave Aranda (en), 4e saison, bilan :20–22-0 (48 %)
- Stade
  - Nom : McLane Stadium
  - Capacité : 45140
  - Surface de jeu : pelouse naturelle
  - Lieu : Waco, Texas
- Conférence :
  - Actuelle : Big 12 Conference (depuis 1997)
  - Ancienne : 
    - Indépendant (1898–1915)
    - Southern Conference (SoCon) (1916–1996)
- Internet :
  - Nom site Web : BaylorBears.com
  - URL : http://www.baylorbears.com
- Bilan des matchs :
  - Victoires : 622(.50,9%)
  - Défaites : 599
  - Nuls : 44
- Bilan des Bowls :
  - Victoires : 14 (53,8%)
  - Défaites : 12
  - Nuls : 0
- College Football Playoff : -
- College Football Championship Game : -
- Titres :
  - Titres nationaux : -
  - Titres de la conférence : 10 (7 en SoCon, 3 en Big 12)
- Joueurs :
  - Vainqueurs du Trophée Heisman : 1 (QB Robert Griffin III en 2011)
  - All-Americans : 18
- Hymne : Old Fight
- Mascottes vivantes : Judge Joy et Judge Lady (ours)
- Mascottes costumées : Bruiser et Marigold
- Fanfare : The Golden Wave Band (en)
- Rivalités :
  - Horned Frogs de TCU
  - Longhorns du Texas
  - Red Raiders du Texas Tech
  - Aggies de Texas A&M

### Histoire

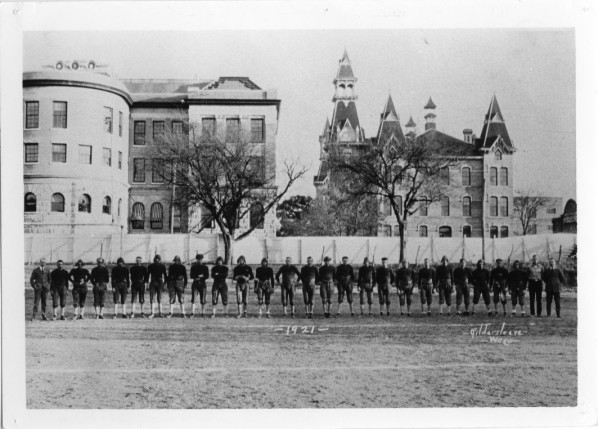
L'équipe de Baylor en 1915.

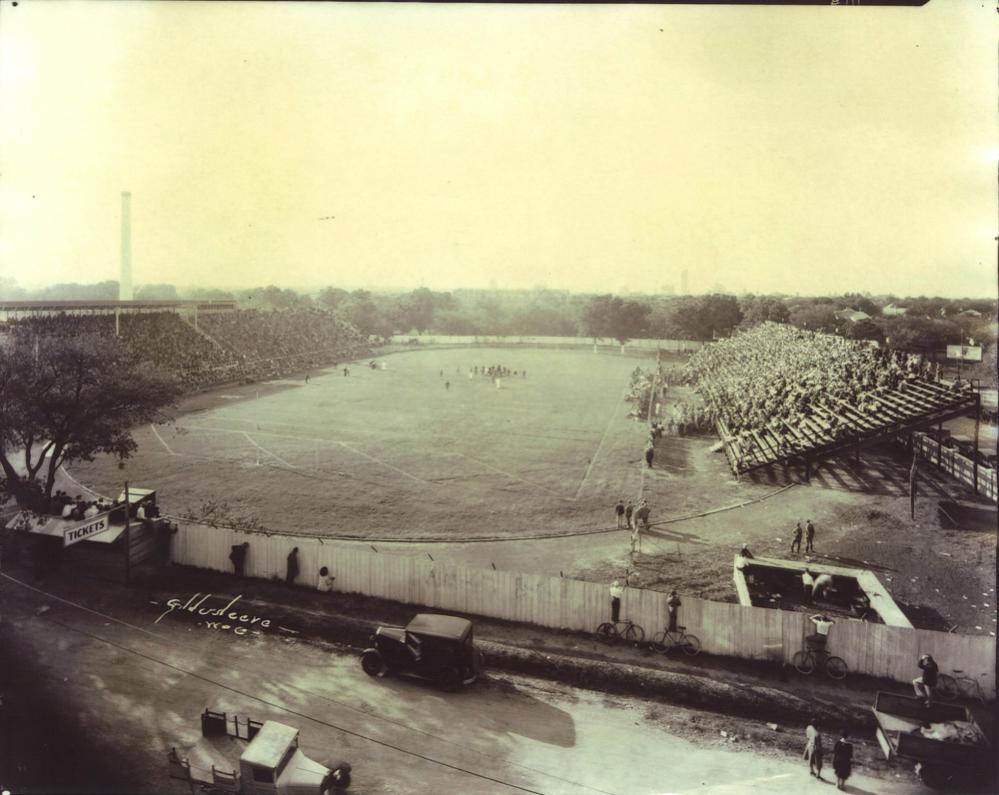
Le Carroll Field en 1922.

L'histoire du programme de Baylor commence en 1898 en jouant son premier match à domicile contre Toby's Business College (situé à Waco). L'équipe dispute son premier match à l'extérieur le 4 novembre 1900 à Austin College et son premier en terrain neutre contre Texas A&M en 1901. L'équipe joue ses matchs à domicile sur un terrain vague situé près du campus. À partir de 1905, les matchs se jouent au « Carroll Field ». 
Ce n'est que le 14 décembre 1914 que Baylor adopte une mascotte juste après la fin de la saison 1914. C'est d'ailleurs à la fin de cette saison que Baylor rejoint une conférence sportive et devient membre fondateur de la Southwest Conférence.
Aucune équipe n'est alignée en 1906 à la suite d'une interdiction officielle conséquence de la trop grande violence dans ce sport. Avec les saisons 1943 et 1944 (pendant la Seconde Guerre mondiale), 1906 est l'une des trois saisons pendant lesquelles Baylor n'a pas aligné d'équipe en football américain.
En 1966, John Hill Westbrook d'Elgin au Texas, devient le premier Afro-Américain à jouer au football américain universitaire dans la Southwest Conference lorsqu'il rejoint l'équipe de Baylor.
En 1974, Baylor écrit une des plus belle page de son histoire. L'équipe avait terminé à la dernière place lors de 4 de ses 7 dernières saisons, y compris l'année précédente et n'avait pas remporté le titre de la conférence depuis 50 ans. Avant le début de la saison, Baylor avait perdu 16 matchs consécutifs contre les Longhorns du Texas et n'avait jamais disputé le Cotton Bowl. Pour beaucoup, le match Texas-Baylor de 1974 consisterait à une nouvelle victoire facile pour Texas et effectivement les Longhorns prennent rapidement le contrôle du match en menant 24-7 à la mi-temps. Cependant, Baylor renverse la situation dès le début de la 2e mi-temps en commençant par bloquer un botté de dégagement adverse au début du 3e quart temps. Les Bears effectuent une remontée fulgurante au score et remportent le match 34 à 24, les Longhorns n'ayant marqué aucun point en deuxième période. Sur sa lancée, Baylor remporte le titre de la conférence (après une série de 7 titres consécutifs des Longhorns) et est conviée à jouer son tout premier Cotton Bowl. La saison 1974 de Baylor sera surnommée le « Miracle on the Brazos » (en français, Miracle sur le Brazos) par de nombreux reporters sportifs de l'époque.
En 1996, Baylor a rejoint Texas, Texas Tech et Texas A&M, ainsi que les universités de la conférence Big 8, pour former la Big 12.
De 2012 à 2016, Baylor est secouée par un scandale d'agressions sexuelles qui entraîne le limogeage de l'entraîneur principal Art Briles, ainsi que la démission du directeur sportif Ian McCaw, du président de l'université Kenneth-Starr et de la coordinatrice du Titre IX (loi fédérale sur les droits civils) Patty Crawford. Pendant cette période, les agressions sexuelles commises pour la plupart par des joueurs de football américain avaient été étouffées par les divers responsables de l'université. En conséquence, la conférence Big 12 a retenu sous condition les 6 millions de dollars de dotation annuelle accordée à Baylor jusqu'à ce que l'université puisse certifier que des changements y avaient été mis en œuvre. En mars 2017, la Division des Rangers du Texas confirme avoir ouvert une « enquête préliminaire » pour déterminer si l'université ou Waco PD avait enfreint des lois. Le 7 mars 2017, le juge de l'U.S. District Robert L. Pitman rejette plusieurs plaintes déposées dans le cadre d'un procès contre l'université tout en permettant à d'autres de poursuivre. Dans un procès en 2017, des victimes poursuivant l'université ont allégué qu'entre 2011 et 2014, au moins 31 joueurs de football avaient commis au moins 52 viols.

### Palmarès
Résultats saison par saison de Baylor en football américain (en)

#### Champions de conférence
Baylor a remporté 10 titres de conférence dont 3 partagés.
| Saison | Conférence           | Entraineur          | Bilan global | Bilan en conférence |
| ------ | -------------------- | ------------------- | ------------ | ------------------- |
| 1915 † | Southwest Conference | Charles Mosley (en) | 7–1          | 3–0                 |
| 1916 † | Southwest Conference | Charles Mosley (en) | 9–1          | 5–1                 |
| 1922   | Southwest Conference | Franl Bridhes (en)  | 8–3          | 5–0                 |
| 1924   | Southwest Conference | Franl Bridhes (en)  | 7–2–1        | 4–0–1               |
| 1974   | Southwest Conference | Grant Teaff (en)    | 8–4          | 6–1                 |
| 1980   | Southwest Conference | Grant Teaff (en)    | 10–1         | 8–0                 |
| 1994 † | Southwest Conference | Chuck Reedy (en)    | 7–4          | 4–3                 |
| 2013   | Big 12 Conference    | Art Briles (en)     | 11–2         | 8–1                 |
| 2014   | Big 12 Conference    | Art Briles (en)     | 11–2         | 8–1                 |
| 2021   | Big 12 Conference    | Dave Aranda (en)    | 12-2         | 7-2                 |

† = Titre partagé

#### Bowls
Baylor a disputé 26 bowls universitaires avec 14 victoires pour 12 défaites. L'université a disputé 8 bowl du jour de l'an et 8 bowls majeurs.
| Saison | Entraineur       | Bowl                       | Adversaire                       | Score    |
| ------ | ---------------- | -------------------------- | -------------------------------- | -------- |
| 1948   | Bob Woodruff     | Dixie Bowl 1949            | Demon Deacons de Wake Forest     | G, 20–07 |
| 1951   | George Sauer     | Orange Bowl 1952           | Yellow Jackets de Georgia Tech   | P, 14–17 |
| 1954   | George Sauer     | Gator Bowl 1954            | Tigers d'Auburn                  | P, 13–33 |
| 1956   | Sam Boyd         | Sugar Bowl 1957            | Volunteers du Tennessee          | G, 13–07 |
| 1960   | John Bridgers    | Gator Bowl 1960            | Gators de la Floride             | P, 12–13 |
| 1961   | John Bridgers    | Gotham Bowl 1961           | Aggies d'Utah State              | G, 24–09 |
| 1963   | John Bridgers    | Bluebonnet Bowl 1963       | Tigers de LSU                    | G, 14–07 |
| 1974   | Grant Teaff      | Cotton Bowl Classic 1975   | Nittany Lions de Penn State      | P, 20–41 |
| 1979   | Grant Teaff      | Peach Bowl 1979            | Tigers de Clemson                | G, 24–18 |
| 1980   | Grant Teaff      | Cotton Bowl Classic 1981   | Crimson Tide de l'Alabama        | P, 02–30 |
| 1983   | Grant Teaff      | Astro-Bluebonnet Bowl 1983 | Cowboys d'Oklahoma State         | P, 14–24 |
| 1985   | Grant Teaff      | Liberty Bowl 1985          | Tigers de LSU                    | G, 21–07 |
| 1986   | Grant Teaff      | Bluebonnet Bowl 1986       | Buffaloes du Colorado            | G, 21–09 |
| 1991   | Grant Teaff      | Copper Bowl 1991           | Hoosiers de l'Indiana            | P, 00–24 |
| 1992   | Grant Teaff      | John Hancock Bowl 1992     | Wildcats de l'Arizona            | G, 20–15 |
| 1994   | Chuck Reedy      | Alamo Bowl 1994            | Cougars de Washington State      | P, 03–10 |
| 2010   | Art Briles       | Texas Bowl 2010            | Fighting Illini de l'Illinois    | P, 14–38 |
| 2011   | Art Briles       | Alamo Bowl 2011            | Huskies de Washington            | G, 67–56 |
| 2012   | Art Briles       | Holiday Bowl 2012          | Bruins de l'UCLA                 | G, 49–26 |
| 2013   | Art Briles       | Fiesta Bowl 2014           | Knights de l'UCF                 | P, 42–52 |
| 2014   | Art Briles       | Cotton Bowl Classic 2015   | Spartans de Michigan State       | P, 41–42 |
| 2015   | Art Briles       | Russell Athletic Bowl 2015 | Tar Heels de la Caroline du Nord | G, 49–38 |
| 2016   | Jim Grobe        | Cactus Bowl 2016           | Broncos de Boise State           | G, 31–12 |
| 2018   | Matt Rhule       | Texas Bowl 2018            | Commodores de Vanderbilt         | G, 45–38 |
| 2019   | Matt Rhule       | Sugar Bowl 2020            | Bulldogs de la Géorgie           | P, 14–26 |
| 2021   | Dave Aranda (en) | Sugar Bowl 2022            | Rebels d'Ole Miss                | G, 21-07 |

### Entraineurs
| #  | Nom                    | Saisons              | Saison régulière | Saison régulière | Saison régulière | Saison régulière | Saison régulière | Matchs de conférence | Matchs de conférence | Matchs de conférence | Matchs de conférence | Bowl | Bowl | Titre de conférence | Trophée |
| -- | ---------------------- | -------------------- | ---------------- | ---------------- | ---------------- | ---------------- | ---------------- | -------------------- | -------------------- | -------------------- | -------------------- | ---- | ---- | ------------------- | --- |
| #  | Nom                    | Saisons              | Nb.              | V.               | D.               | N.               | %                | V.                   | D.                   | N.                   | %                    | V.   | D.   | Titre de conférence | Trophée |
| 1  | R. H. Hamilton (en)    | 1899–1900            | 07               | 05               | 01               | 1                | 78,6             | —                    | —                    | —                    | —                    | —    | —    | —                   | — |
| 2  | W. J. Ritchie (en)     | 1901                 | 08               | 05               | 03               | 0                | 62,5             | —                    | —                    | —                    | —                    | —    | —    | —                   | — |
| 3  | J. C. Ewing (en)       | 1902                 | 09               | 03               | 04               | 2                | 44,4             | —                    | —                    | —                    | —                    | —    | —    | —                   | — |
| 4  | R. N. Watts (en)       | 1903                 | 08               | 04               | 03               | 1                | 56,3             | —                    | —                    | —                    | —                    | —    | —    | —                   | — |
| 5  | Sol Metzger (en)       | 1904                 | 08               | 02               | 05               | 1                | 31,3             | —                    | —                    | —                    | —                    | —    | —    | —                   | — |
| 6  | Archie R. Webb (en)    | 1905                 | 07               | 01               | 06               | 0                | 14,3             | —                    | —                    | —                    | —                    | —    | —    | —                   | — |
| 7  | Luther Burleson (en)   | 1907                 | 08               | 04               | 03               | 1                | 56,3             | —                    | —                    | —                    | —                    | —    | —    | —                   | — |
| 8  | E. J. Mills (en)       | 1908–1909            | 016              | 08               | 08               | 0                | 50,0             | —                    | —                    | —                    | —                    | —    | —    | —                   | — |
| 9  | Ralph Glaze (en)       | 1910–1912            | 025              | 012              | 010              | 3                | 54,0             | —                    | —                    | —                    | —                    | —    | —    | —                   | — |
| 10 | Norman Paine (en)      | 1913                 | 010              | 03               | 04               | 3                | 45,0             | —                    | —                    | —                    | —                    | —    | —    | —                   | — |
| 11 | Charles P. Mosley (en) | 1914–1919            | 052              | 030              | 018              | 4                | 61,5             | 08                   | 07                   | 1                    | 53,1                 | —    | —    | 1                   | — |
| 12 | Frank Bridges (en)     | 1920–1925            | 059              | 035              | 018              | 6                | 64,4             | 13                   | 08                   | 6                    | 59,3                 | —    | —    | 2                   | — |
| 13 | Morley Jennings (en)†  | 1926–1940            | 149              | 083              | 060              | 6                | 57,7             | 40                   | 50                   | 7                    | 44,8                 | —    | —    | —                   | — |
| 14 | Frank Kimbrough (en)   | 1941–1942, 1945–1946 | 041              | 015              | 023              | 3                | 40,2             | 06                   | 16                   | 2                    | 29,2                 | —    | —    | —                   | — |
| 15 | Bob Woodruff (en)      | 1947–1949            | 031              | 019              | 010              | 2                | 64,5             | 08                   | 09                   | 1                    | 47,2                 | 1    | 0    | —                   | — |
| 16 | George Sauer (en)†     | 1950–1955            | 062              | 038              | 021              | 3                | 63,7             | 19                   | 14                   | 3                    | 56,9                 | 0    | 2    | —                   | — |
| 17 | Sam Boyd (en)          | 1956–1958            | 031              | 015              | 015              | 1                | 50,0             | 05                   | 12                   | 1                    | 30,6                 | 1    | 0    | —                   | — |
| 18 | John D. Bridgers (en)  | 1959–1968            | 103              | 049              | 053              | 1                | 48,1             | 31                   | 37                   | 1                    | 45,7                 | 2    | 1    | —                   | — |
| 19 | Bill Beall (en)        | 1969–1971            | 031              | 03               | 028              | 0                | 09,7             | 01                   | 20                   | 0                    | 04,8                 | —    | —    | —                   | — |
| 20 | Grant Teaff (en)†      | 1972–1992            | 239              | 128              | 105              | 6                | 54,8             | 83                   | 74                   | 4                    | 52,8                 | 4    | 4    | 2                   | Entraineur de l'année 1974 par l'AFCA Trophée Eddie Robinson 1974 (entraineur de l'année Entraineur de l'année de la conférence SWC 1974 et 1980 |
| 21 | Chuck Reedy (en)       | 1993–1996            | 055              | 023              | 022              | 0                | 51,1             | 13                   | 16                   | 0                    | 44,8                 | 0    | 1    | 1                   | — |
| 22 | Dave Roberts (en)      | 1997–1998            | 022              | 04               | 018              | —                | 18,2             | 02                   | 17                   | —                    | 12,5                 | —    | —    | —                   | — |
| 23 | Kevin Steele (en)      | 1999–2002            | 045              | 08               | 036              | —                | 20,2             | 01                   | 31                   | —                    | 03,1                 | —    | —    | —                   | — |
| 24 | Guy Morriss (en)       | 2003–2007            | 058              | 018              | 040              | —                | 31,0             | 07                   | 33                   | —                    | 17,5                 | —    | —    | —                   | — |
| 25 | Art Briles (en)        | 2008–2015            | 102              | 065              | 037              | —                | 63,7             | 39                   | 30                   | —                    | 56,5                 | 3    | 3    | 2                   | Entraineur de l'année 2013 en conférence Big 12 Entraineur universitaire de l'année 2013 par l'AP                                                |
| 26 | Jim Grobe (en) ‡       | 2016                 | 012              | 06               | 06               | —                | 50,0             | 03                   | 06                   | —                    | 33,3                 | 1    | 0    | —                   | — |
| 27 | Matt Rhule (en)        | 2017–2019            | 037              | 019              | 018              | 0                | 51,4             | 13                   | 14                   | 0                    | 48,1                 | 1    | 0    | 0                   | Entraineur de l'année 2019 en conférence Big 12                                                                                                  |
| 28 | Dave Aranda (en)       | Depuis 2020          | 042              | 020              | 022              | 0                | 47,6             | 15                   | 22                   | 0                    | 40,5                 | 1    | 1    | 1                   | – |

1. ↑  Baylor n'a pas aligné d'équipe lors des saisons 1943 et 1944 à la suite de la Seconde Guerre Mondiale.
2. ↑  En 2014, Baylor a partagé le titre de champion de la conférence Big 12 avec TCU .>

### Rivalités
| Équipes                   | Surnom de la rivalité match | Bilan WV | Bilan WV | Bilan WV | Bilan WV | Bilan WV | 1er match | Dernier match |
| ------------------------- | --------------------------- | -------- | -------- | -------- | -------- | -------- | --------- | ------------- |
| Équipes                   | Surnom de la rivalité match | Nb.      | V.       | D.       | N.       | %        | 1er match | Dernier match |
| Horned Frogs de TCU       | The Revivalry (en)          | 119      | 53       | 59       | 7        | 44,5     | 1899      | 2023          |
| Red Raiders de Texas Tech | -                           | 83       | 42       | 40       | 1        | 50,6     | 1929      | 2024          |
| Aggies de Texas A&M       | Battle of the Brazos (en)   | 108      | 31       | 68       | 9        | 28,7     | 1899      | 2011          |

#### TCU
Résultats de la rivalité. (en)
La rivalité entre Baylor et TCU est une des plus anciennes et des plus jouées de tout le football américain universitaire. 
Remontant à 1899, la série a commencé alors que l'université de TCU était située comme celle de Baylor à Waco. En raison de la proximité des deux écoles, 23 matchs ont été joués entre 1899 et 1910. Un incendie en 1910 détruit le bâtiment principal du campus de TCU. Des incitations financières de la ville de Fort Worth parviennent à convaincre le conseil d'administration de TCU d'y déménager. Les deux villes ne sont distantes que de 145 km. 
La série de matchs est interrompue pendant dix ans à la suite de la dissolution de la Southwest Conference en 1996, les deux universités rejoignant ensuite des conférences distinctes. La série reprend à Waco pour le match d'ouverture à domicile de Baylor en 2006 et un retour est joué à Fort Worth en 2007. Les équipes se rencontrent ensuite de nouveau chaque année depuis 2010.
En 1971, Jim Pittman (en), entraineur principal de TCU, s'effondre et décède le long de la ligne de touche à Waco pendant un match entre les deux équipes. C'est le seul décès d'un entraineur constaté au cours d'un match de football américain universitaire,.

#### Texas Tech
Résultats de la rivalité. (en)
La rivalité avec Texas Tech commencé en 1929. De 2009 à 2018, les rencontres entre ce deux équipes se sont jouées dans l'AT&T Stadium le samedi après Thanksgiving (à l'exception du match de 2010 joué au Cotton Bowl de Dallas à l'occasion du State Fair of Texas. Le match de 2009 a été joué devant 71 964 spectateurs, plus forte assistance de cette rivalité. Les matchs ont ensuite de nouveau lieu en alternance dans les stades des deux équipes dès 2018.

#### Texas A&M
Résultats de la rivalité. (en)
La Battle of the Brazos (en français : la Bataille du Brazos) est le nom donné à la rivalité entre Baylor et Texas A&M,.
Le nom fait référence au fleuve Brazos qui passe à proximité des deux universités lesquelles ne sont distantes que de 145 km. La première « bataille » a lieu en 1899. Lors des premières années, les deux équipes se rencontraient plusieurs fois sur la même saison en raison d'une pénurie d'adversaires régionaux. La rivalité est mise en sommeil en 2012 à la suite du départ de Texas A&M vers la Southeastern Conference (SEC).
Cette rivalité a été émaillée d'incidents :
- Le match de 1926 joué à Waco est resté gravé dans les mémoires. Pendant la mi-temps, une parage avec plusieurs chars de Baylor défilait autour du terrain. Lorsqu'un de ces chars – en fait une voiture tirant une remorque à plateau sur lequel se tenaient plusieurs étudiantes de Baylor – s'est approché de la section réservée au corps des cadets de Texas A&M, un cadet a couru vers la voiture et a attrapé le volant causant un mouvement qui fit tomber Louise Normand du camion. Celle-ci fut blessée et une émeute s'en suivi. Les supporters des deux camps ont commencé à se battre avec des chaises pliantes en métal et des planches en bois servant de marqueurs pour la longueur du down. Le lieutenant Charles Sessums, étudiant à Texas A&M, est ainsi touché à la tête pendant la mêlée. Bien qu'il ait d'abord semblé se rétablir, il décèdé après le match[13].
- Le 8 décembre 1926, les présidents des deux universités acceptent de suspendre temporairement les relations sportives entre leurs équipes sportives[14]. Cette interruption va durer quatre années[13] et ne reprendront qu'en 1931[14].
- En 1936, les étudiants de Baylor trouvent un matin des panneaux de Texas A&M placardés sur le campus. Le mât de Baylor a également été repeint en rouge. De plus, un énorme panneau placardé sur la Waco Hall prédisait « A&M 50, Baylor 0 » (le match se soldera sur un score nul de 0 à 0).
- Lors de cette période, les étudiants Aggies tentaient parfois avant la rencontre de se rendre à Waco dans le but de capturer la mascotte vivante (un ours) de Baylor. Les supporters Bears ont parfois eu recours à des mesures défensives extrêmes comme en 1946 lorsqu'ils ont placé la mascotte Chita sous la garde de la police de Waco afin que les Aggies ne puissent pas la trouver. Dans les années 1950, deux étudiants de Texas A&M se sont rendus en voiture à Waco et ont réussi à voler la mascotte, un jeune ourson qui était hébergé sur le campus de Baylor. Alors qu'ils rentraient dans une toute nouvelle voiture appartenant à l'une de leurs familles, l'ours a paniqué. À vingt mille de Waco, l'ours a arraché l'intérieur de la voiture et les étudiants l'ont libéré. Les jeunes hommes ont été identifiés alors qu'ils présentaient la voiture dans un garage pour la réparer. Le jeune ourson n'a pas survécu à ses blessures. En 1954, NIp, la mascotte de Baylor et sa remorque ont disparu du campus. Le lendemain, l'ensemble est retrouvé sous un pont sur la route menant à College Station où se trouve le campus de Texas A&M.
- Les étudiants de Baylor ne sont pas en reste et s'en sont également pris au stade des Aggies en se faufilant souvent sur le campus de Texas A&M pour pulvériser de peinture verte la statue de Lawrence Sullivan Ross, troisième président de Texas A&M mais également diplômé du programme préparatoire universitaire de Baylor. D'autre part, l'ancien chef de la majorité à la Chambre des États-Unis, Tom DeLay, a été expulsé de Baylor après avoir été retrouvé en train de peindre l'un des bâtiments de l'université A&M en vert[15],[16].

### Stade

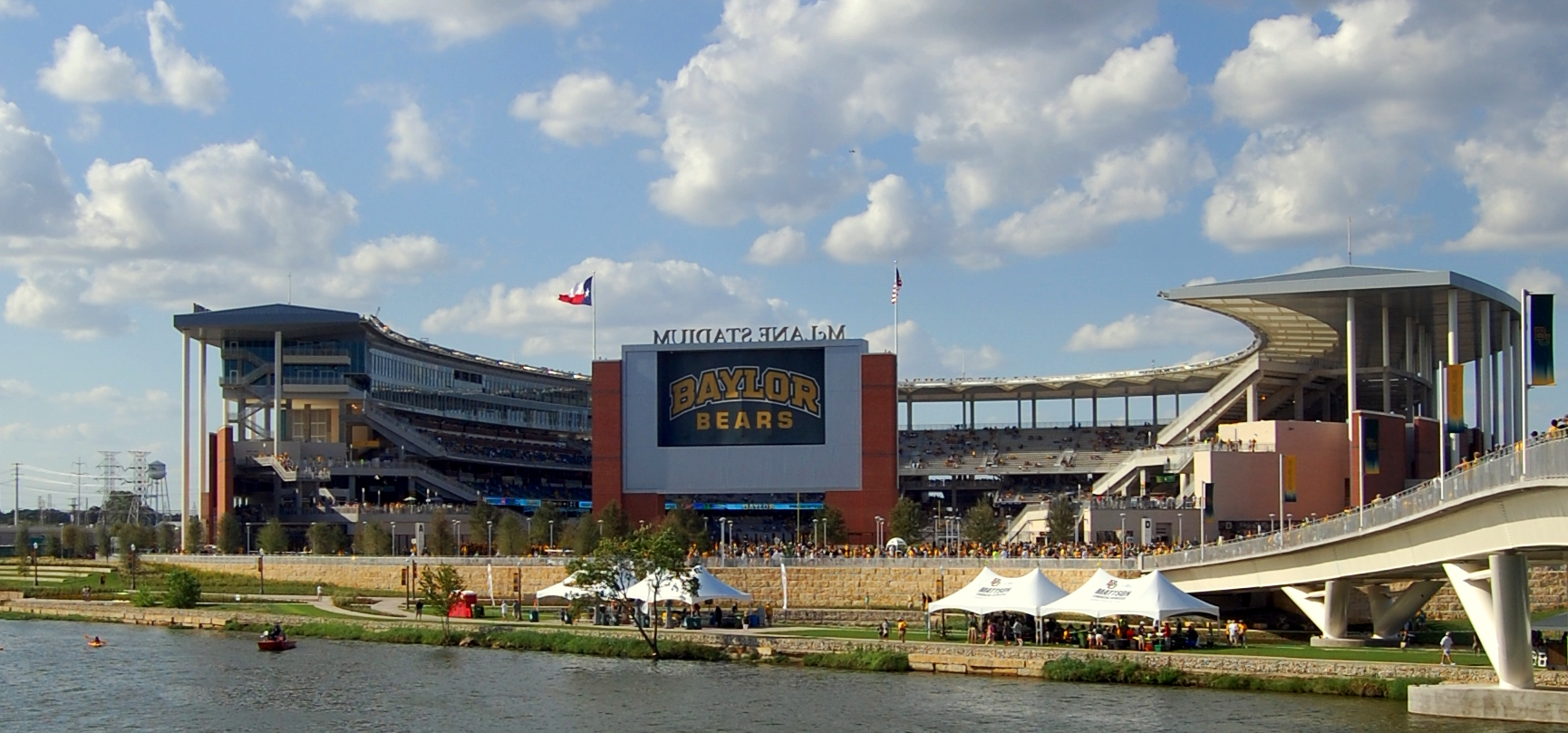
Le McLane Stadium avant son match inaugural.

Les premiers stades où les Bears de Baylor ont joué étaient le Carroll Field (en) (1906–1925, 1930–1935), le Cotton Palace (1926–1929) et le Municipal Stadium (en) (1936–1949). 
De 1950 à 2013, ils jouent leurs matchs à domicile au Floyd Casey Stadium, dénommé à l'origine Baylor Stadium. Sa construction commence après la seconde guerre mondiale en 1948. Il a couté 1,8 million de $ et érigé sur un terrain cédé à l'université par un habitant de Baylor. Le premier match joué au Baylor Stadium a lieu en 1950 contre Houston et est remporté 34 à 7 par Baylor. Terminé, le stade est à l'époque le deuxième stade en capacité de l'État du Texas avec 50 000 sièges. Lors de son existence, il subit diverses rénovations, la dernière ayant lieu en 2009.
Dès l'automne 2012, l'université de Baylor commence la construction du McLane Stadium sur la rive nord du fleuve Brazos pour un coût de 266 millions de $. Le stade ouvre ses portes pour la saison 2014 et le premier match a lieu le 31 août 2014 contre les Mustangs de SMU (anciens rivaux en Southwest Conference - victoire de Baylor 45-0). Le nom du nouveau stade fait référence à Drayton McLane, Jr., lequel a fait don d'une somme importante pour sa construction. Le stade est le plus grand projet de construction de l'histoire de Waco et du centre du Texas. Il est néanmoins plus petit que son prédécesseur avec une capacité de 45 140 places mais celle-ci peut être augmentée jusqu'à 55 000 places en certaines circonstances.
Le Carroll Field a été le seul stade utilisé par les Bears à avoir été situé sur le campus de Baylor.

### Récompenses individuelles
Le lien suivant permet de consulter les meilleures statistiques individuelles des Bears (en).
Quatre joueurs de Baylor ont été candidats au Trophée Heisman lequel n'été remporté que par Robert Griffin III en 2011.
| Saison | Joueur             | Place | Points obtenus |
| ------ | ------------------ | ----- | -------------- |
| 1951   | Larry Isbell (en)  | 7e    | 618            |
| 1963   | Don Trull (en)     | 4e    | 970            |
| 2011   | Robert Griffin III | 1er   | 1687           |
| 2013   | Bryce Petty        | 7e    | 127            |
| 2014   | Bryce Petty        | 10e   | 14             |

| Joueur             | Trophée                                           | Place                  | Saison     |
| ------------------ | ------------------------------------------------- | ---------------------- | ---------- |
| Don Trull          | Trophée Sammy Baugh                               | vainqueur              | 1962, 1963 |
| Grant Teaff        | AFCA Coach of the Year                            | vainqueur              | 1974       |
| Mike Singletary    | Davey O'Brien Memorial Trophy                     | vainqueur              | 1979, 1980 |
| Thomas Everett     | Jim Thorpe Award                                  | vainqueur              | 1986       |
| Daniel Sepulveda   | Ray Guy Award                                     | vainqueur              | 2004, 2006 |
| Robert Griffin III | Chic Harley Award                                 | vainqueur              | 2011       |
| Robert Griffin III | Davey O'Brien National Quarterback Award          | vainqueur              | 2011       |
| Robert Griffin III | Trophée Heisman                                   | vainqueur              | 2011       |
| Robert Griffin III | Manning Award                                     | vainqueur              | 2011, 2012 |
| Robert Griffin III | AP College Football Player of the Year            | vainqueur              | 2011       |
| Robert Griffin III | AT&T ESPN All-America Player of the Year          | vainqueu               | 2011       |
| Robert Griffin III | Sporting News College Football Player of the Year | vainqueur              | 2011       |
| Nick Florence      | Trophée Campbell                                  | finaliste (termine 2e) | 2012       |
| Nick Florence      | Davey O'Brien National Quarterback Award          | demi-finaliste         | 2012       |
| Terrance Williams  | Biletnikoff Award                                 | finaliste (termine 2e) | 2012       |
| Bryce Petty        | Earl Campbell Tyler Rose Award                    | vainqueur              | 2013       |
| Cyril Richardson   | Trophée Jim Parker                                | vainqueur              | 2013       |
| Cyril Richardson   | Trophée Outland                                   | finaliste              | 2013       |
| Spencer Drango     | Trophée Outland                                   | finaliste              | 2015       |
| Corey Coleman      | Biletnikoff Award                                 | vainqueur              | 2015       |

### Bears au College Hall of Fame
| Joueur          | Poste            | Saisons à Baylor | Intronisation |
| --------------- | ---------------- | ---------------- | ------------- |
| Morley Jennings | Coach            | 1926–1940        | 1973          |
| Barton Koch     | Garde            | 1928–1930        | 1974          |
| Jim Ray Smith   | Offensive tackle | 1950–1953        | 1987          |
| Bill Glass      | Defensive end    | 1954–1956        | 1985          |
| Larry Elkins    | Wide receiver    | 1963–1964        | 1994          |
| Mike Singletary | Linebacker       | 1977–1980        | 1995          |
| Grant Teaff     | Coach            | 1972–1992        | 2001          |
| Hayden Fry      | Quarterback      | 1947–1950        | 2003          |
| Thomas Everett  | Free Safety      | 1985–1987        | 2006          |
| Don Trull       | Quarterback      | 1961–1963        | 2013          |

### Bears au Pro Football Hall of Fame
| Joueur          | Poste      | Carrière  | Intronisation |
| --------------- | ---------- | --------- | ------------- |
| Mike Singletary | Linebacker | 1981–1992 | 1998          |

### Joueurs All-Americans (consensus)
| - 1930 Barton Koch, G - 1956 Bill Glass, G - 1963 Lawrence Elkins, E - 1964 Lawrence Elkins, B - 1976 Gary Green, DB - 1979 Mike Singletary, LB - 1980 Mike Singletary, LB - 1986 Thomas Everett, DB - 1991 Santana Dotson, DL | - 2006 Daniel Sepulveda, P - 2011 Robert Griffin III, QB - 2012 Terrance Williams, WR - 2013 Cyril Richardson, OL - 2014 Spencer Drango, OL - 2015 Spencer Drango, OL - 2015 Corey Coleman, WR - 2019 James Lynch, DL - 2021 Jalen Pitre, S |

### Traditions

#### Baylor line
Vidéo explicative

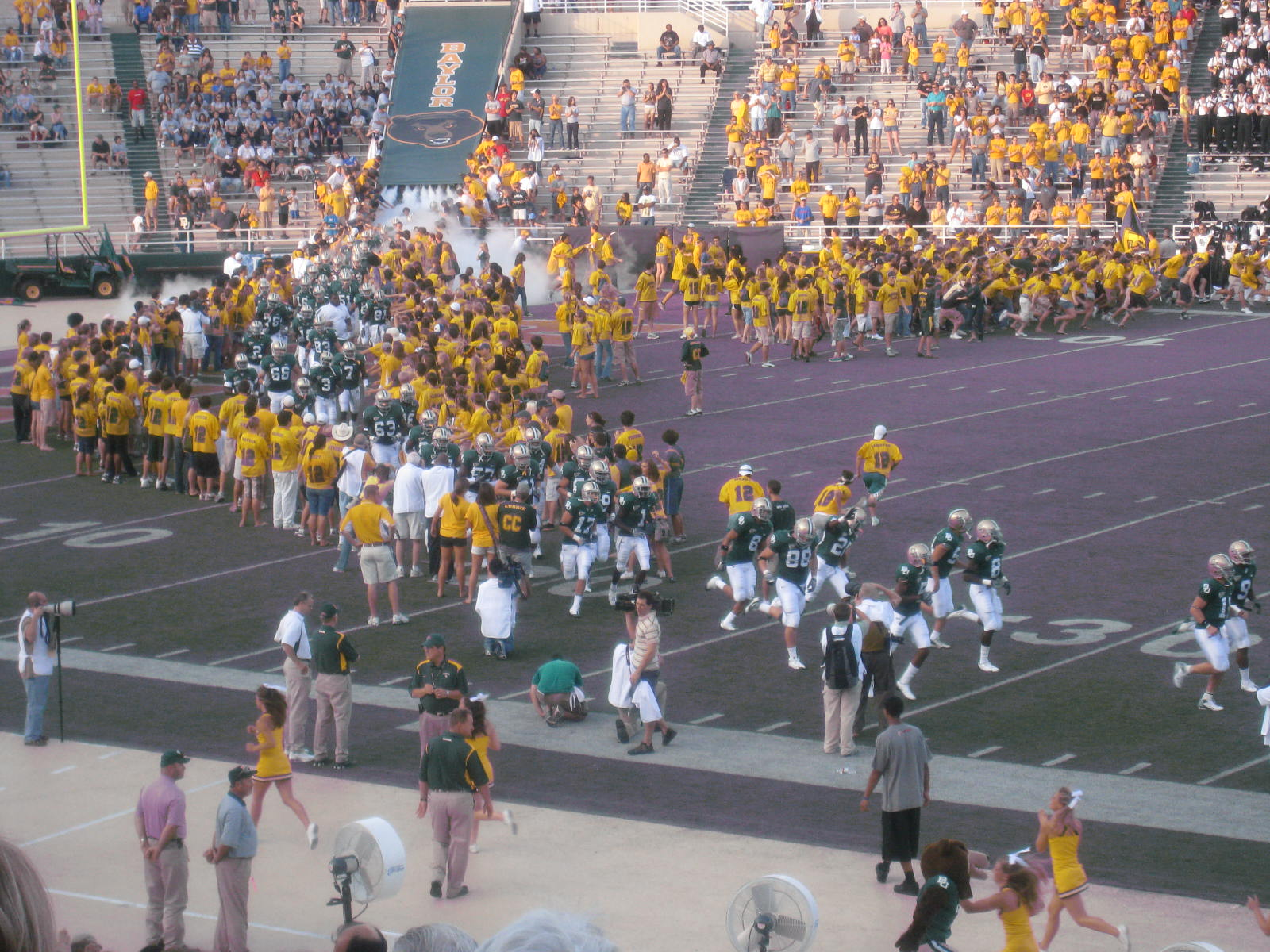
Entrée des joueurs entre la Baylor Line en 2008.

Créée en 1970, la Baylor Line est l'un des premiers aspects incarnant l'« esprit Baylor » auquel les étudiants de première année sont initiés. Cette ligne est entièrement composée d'étudiants de première année et est au cœur de l'esprit et de la tradition de Baylor. Les étudiants portent un maillot de football américain en or avec le numéro de l'année prévue pour l'obtention de leur diplôme et un surnom choisi imprimé au dos. Avant chaque match de football américain, la ligne se rassemble à une extrémité du stade McLane et attend le signal pour faire une « course folle » sur le terrain pour créer un tunnel humain géant à travers lequel l'équipe de football américain traverse pour entrer dans le stade. Six membres de la ligne portent des drapeaux avec les lettres B, A, Y, L, O et R tandis que le reste de la ligne court derrière eux. Ensuite, les étudiants se précipitent sur la touche et se tiennent dans une section qui leur est réservée située derrière le banc des adversaires. Là, ils regardent le match, encouragent les Bears et chahutent l'équipe adverse.
À sa création, la ligne était entièrement composée d'étudiants masculins de première année qui bordait le devant de la section étudiante de Baylor dans le but exprès de protéger les étudiantes de Baylor des autres équipes les plus violentes. En 1993, les étudiantes ont été autorisées à intégrer la ligne.
Les couleurs du maillot de la ligne étaient à l'origine alternées entre le vert pour les années impaires et l'or pour les années paires. Dès 1998 (classe de 2002), seuls les maillots de couleur verte ont été portés jusqu'à environ l'année 2001. L'intérêt étant d'avoir une section d'étudiants plus importante, la décision a été prise d'utiliser la couleur or chaque année. Les maillots verts sont maintenant utilisés pour les membres de la Chambre de commerce de l'université qui dirigent la ligne lors des chants. Ces maillots portent l'inscription "CC" dans le dos et remplacent l'année d'obtention du diplôme.

#### Mascottes

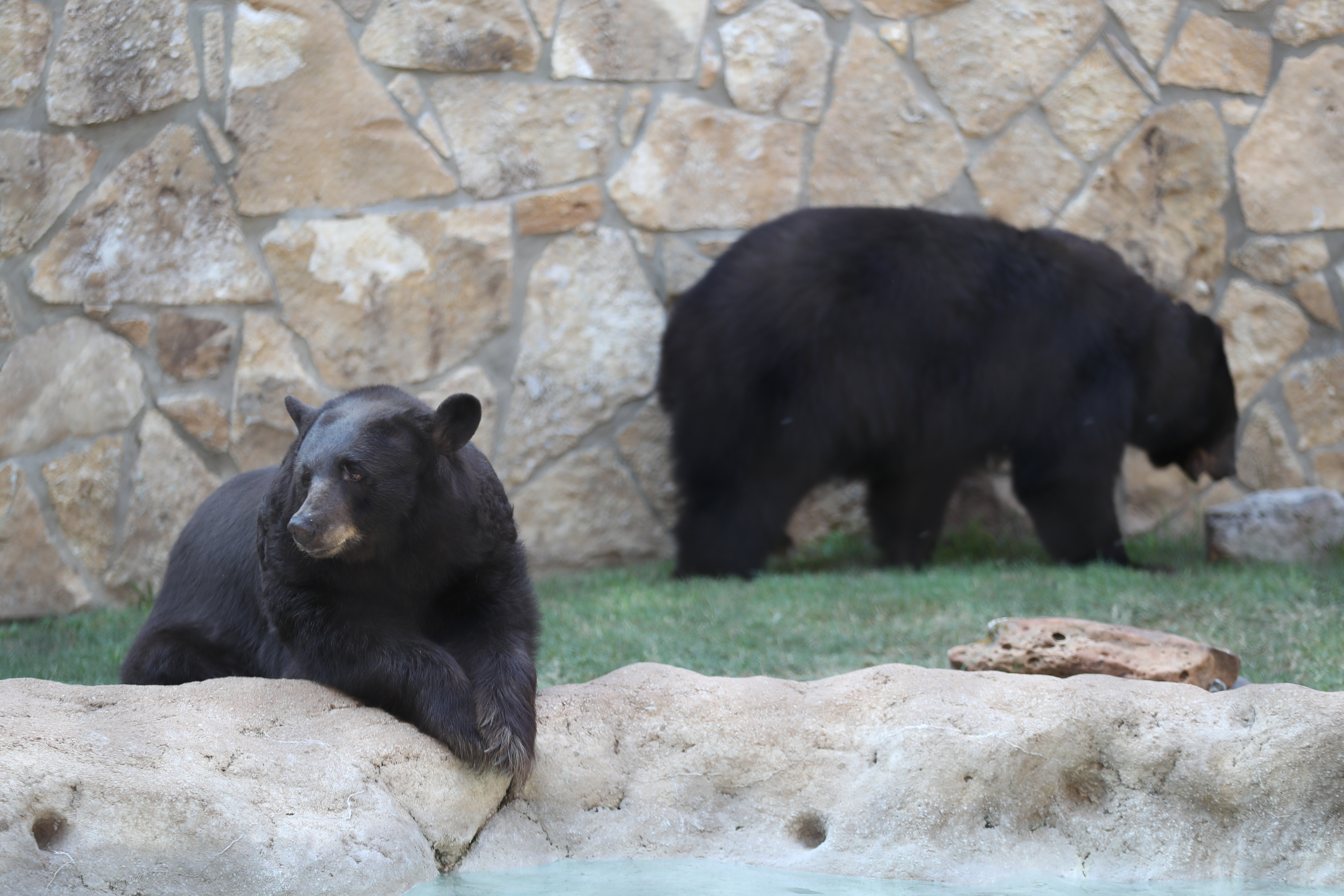
Judge Joy (à gauche) and Judge Lady (à droite) dans la cour sud de leur habitat sur le campus en 2017.

Baylor héberge deux ours noirs américains, dénommées Judge Joy et Judge Lady (Les prénoms des ours sont traditionnellement précédés de Judge en r&férence au cofondateur de l'université Robert Emmett Bledsoe Baylor (en), ministre baptiste ordonné, politicien et juge de district au Texas), sur le campus en tant que mascottes de l'université. Les ours possèdent leur enclos d'habitat naturel. Ce type d'ours était très fréquent dans une grande majorité du Texas lorsque Baylor a été fondée en 1845. On pouvait encore en trouver dans de nombreuses régions de l'État jusque dans les années 1940. L'université possède des ours vivants depuis 1915. Le premier ours vivant avait été offert par Herbert Mayr, un homme d'affaires local qui avait remporté à l'occasion d'une partie de pokerL le perdant était un membre des troupes de la « 107e Engineers », sous unité de la 32e Division d'Infanterie stationnée au Camp MacArthur basés dans la ville de Waco lors de la Première Guerre mondiale. 
Les ours sont amenés au stade les jours de match par des membres de la Chambre de Commerce de l'université. Ils assistent au show d'avant-match et y représentent le symbole vivant de l'Université pendant tout le match. 
Cependant, depuis 2010, les ours ne sont plus autorisés à être promenés en laisse lors des matchs de football américain ou d'autres événements organisés sur le campus, le Département de l'Agriculture des États-Unis (USDA) ayant informé les responsables de Baylor qu'ils ne seraient plus autorisés à amener les ours aux matchs conformément au Federal Code of Regulations 2.131 (c-1) qui stipule que « Pendant l'exposition publique, tout animal doit être manipulé de manière qu'il y ait un risque minimal de dommages à l'animal et au public, avec une distance et/ou des barrières suffisantes entre l'animal et le grand public afin d'assurer la sécurité des animaux et du public.

#### Chant de guerre
En 1940, les organisations étudiantes de Baylor adressent plusieurs lettres à des musiciens célèbres, leur demandant de composer un chant de guerre pour Baylor. Les frères Fred et Tom Waring acceptent et écrivent « Bear Down Baylor Bears », interprété le 20 décembre 1940 en direct sur la NBC par les Pennsylvanians lors de l'émission de radio nationale « The Chesterfield Pleasure Time Radio Show ». 
Ce chant est utilisé jusqu'en 1947 mais deux étudiants de Baylor, Dick Baker et Frank Boggs estiment qu'il est horriblement difficile à chanter. Ils prennent sur eux d'écrire un nouveau chant qui rendrait les étudiants plus excités et impliqués. Dénommé Old Fight !, il est officiellement présenté en automne à l'extérieur de l'ancien Brooks Hall près de Minglewood Bowl et est entré dans la tradition même si les paroles originelles ont pu évoluer au fil des ans.
| Bear down you Bears of Old Baylor U We're all for you ! GO BEARS ! We're gonna show dear old Baylor spirit through and through ! GO BEARS ! Come on and fight them with all your might you bruins bold And win all our victories for the Green and Gold ! B ! A ! Y ! L ! O ! R ! BAYLOR ! BEARS ! FIGHT ! Come on and fight them with all your might you bruins bold And win all our victories for the Green and Gold ! B-A-Y-L-O-R BAYLOR BEARS FIGHT ! |

#### Alma mater
Avant le coup d'envoi et après chaque match, les fans de Baylor chantent l'alma mater de l'université « That Good Old Baylor Line » tout en tenant leurs « griffes d'ours » en l'air. La mélodie est réglée sur le classique de 1949 « In the Good Old Summertime ».
| That Good old Baylor Line That Good old Baylor Line We'll march forever down the years As long as stars shall shine We'll fling our Green and Gold afar To light the ways of time And guide us as we onward go That good old Baylor Line. |

## Autres sports

### Titres nationaux NCAA par équipe
Baylor a remporté 5 titres nationaux par équipe en NCAA.
- Hommes (2) :
  - Tennis (1) : 2004
  - Basket-ball (1) : 2021
- Femmes (3) :
  - Basket-ball (3) : 2005, 2012, 2019

### Autres titres nationaux par équipe
Les titres suivants n'ont pas été décernés par la NCAA, les deux sports en question faisant actuellement partie du programme NCAA relatif aux sports émergents féminins. L'équitation est incluse dans ce programme depuis l'année scolaire 2001-2002, avec l'ajout de gymnastique rythmique et acrobatique à compter de 2020-2021. 
- Femmes :
  - Équitation (1) : 2012
  - Gymnastique rythmique et acrobatique (6) : 2015, 2016, 2017, 2018, 2019, 2021

### Titres nationaux individuels
Baylor a remporté 39 titres nationaux individuels en NCAA dont 20 en Relais 4 × 400 mètres

### Titres de conférence
Baylor a remporté 121 titres de conférence, 88 en conférence Big 12 et 33 en Southwest Conference :
- Hommes :
  - Baseball (9) :
    - Saison régulière : 1923, 1966, 2000, 2005, 2012
    - Tournoi : 1977, 1978, 1993, 2018

  - Basketball (6) :
    - Saison régulière : 1932, 1946, 1948, 1949, 1950, 2021

  - Escrime (3) (fin de la compétition en 1957) : 1939, 1940, 1941
  - Golf (5) :
    - Saison régulière : 1957, 1966, 2001
    - Tournoi final : 2018, 2020

  - Tennis (24) :
    - Saison régulière : 2000, 2002, 2003, 2004, 2005, 2006, 2007, 2008, 2009, 2011, 2013, 2014, 2015, 2021
    - Tournoi final : 2002, 2003, 2004, 2005, 2007, 2008, 2009, 2014, 2019, 2021

  - Athlétisme en salle (2) : 1976, 1996
  - Athlétisme  (3) : 1960, 1962, 1963
  - Cross Country (2) : 1992, 1994
- Femmes :
  - Basketball (23) :
    - Saison régulière : 2005, 2011, 2012, 2013, 2014, 2015, 2016, 2017, 2018, 2019, 2020, 2021
    - Tournoi final : 2005, 2009, 2011, 2012, 2013, 2014, 2015, 2016, 2018, 2019, 2021

  - Athlétisme en salle (1) : 2017
  - Cross Country (4) : 1990, 1991, 1992, 1993
  - Équitation (4) : 2010, 2015, 2017, 2019
  - Golf (1) : 2015
  - Football (Soccer) (4) :
    - Saison régulière : 1998, 2018
    - Tournoi final : 2012, 2017

  - Softball (1) :
    - Saison régulière : 2007

  - Tennis (19) :
    - Saison régulière : 2003, 2005, 2006, 2007, 2008, 2009, 2010, 2011, 2013, 2014, 2015
    - Tournoi final : 2006, 2007, 2008, 2009, 2010, 2011, 2014, 2015

  - Volleyball (1) :
    - Saison régulière : 2019